# عتيق رحيمي
عتيق رحيمي (بالفرنسية: Atiq Rahimi)‏ (ولد 1962م، كابل) هو كاتب أفغاني، يكتب باللغتين الفارسية والفرنسية كما هو مخرج أفلام، من أسرة ليبرالية، وبعد الاجتياح السوفييتي لأفغانستان، وانهيار النظام السياسي غادر إلى فرنسا، حيث أتم دراسته وحصل على الدكتوراه في الاتصالات البصرية، وفي عام 2008 حاز على جائزة غنكور، الجائزة الفرنسية الأدبية الأبرز، عن روايته «حجر الصبر».وجائزة الادب الفارسي في إيران في 2010 عن روايته الأرض والرماد.

## روابط خارجية
- عتيق رحيمي على موقع IMDb (الإنجليزية)
- عتيق رحيمي على موقع ألو سيني (الفرنسية)
- عتيق رحيمي على موقع أول موفي (الإنجليزية)
- عتيق رحيمي على موقع قاعدة بيانات الأفلام السويدية (السويدية)
- عتيق رحيمي على موقع قاعدة بيانات الفيلم (الإنجليزية)
- عتيق رحيمي على موقع كينوبويسك (الروسية)